# Grandes compagnies
Grandes compagnies of grote compagnieën (Italiaans: condottieri) waren criminele bendes die het Europees vasteland onveilig maakten in de periode van de Honderdjarige Oorlog.
Ze waren niet uitsluitend actief in Frankrijk, maar ook in de Savoye, Lombardije, de pauselijke kroonstaten, het Iberisch schiereiland en het Byzantijnse Rijk.
'Grote compagnie' is een verzamelnaam van een aantal groepen die verschilden van naam, naargelang de leider, de tijdsperiode en de plaats van optreden.

## Het begin
Een eerste golf van rovers verscheen in het begin van de 12e eeuw. Zij namen deel aan de burgeroorlog in Engeland tussen Stefanus en Mathilde, de moeder van Hendrik II, tussen 1137 en 1153.
Vanaf 1159 werden zij permanent opgenomen in het leger van Hendrik II. Deze rovers waren een belangrijk onderdeel van de legers van Hendrik II van Engeland en later van zijn zonen Richard I van Engeland en Jan zonder Land. Deze huurlingen waren geroutineerd, georganiseerd en zeer mobiel voor die tijd en vormden een doorslaggevend element in veldslagen. Zij stelden Hendrik II van Engeland in staat verschillende overwinningen te behalen.
Pas in de jaren 1180 deed hetzelfde verschijnsel zich voor bij de troepen van de koning van Frankrijk onder Filips II. Hij moest ook huurlingen inzetten om de Plantagenets te verslaan.
Een ander voorbeeld van hun belang: aan het begin van zijn regering was Jan zonder Land rijker en machtiger dan de koning van Frankrijk, maar in 1204 betaalde hij zijn huurlingen niet; sommigen van hen, zoals Lupicaire, gingen over naar het vijandelijke kamp.  Philips Augustus beschikte over de huurlingen van Lambert Cadoc, die hem in staat stelde Kasteel Gaillard in te nemen.

## De grote compagnieën in Frankrijk

### 12e en 13e eeuw
Deze bendes kwamen van verschillende regionen, maar vooral uit de armere streken (de Provence, de Pyreneeën)  of van overbevolkte zones (zoals Brabant, Vlaanderen en Henegouwen). Ze werden genoemd naar hun origine (de Duitsers, de Brabanders, de Bretoenen,...) of naar hun kleding.
Hun beruchte leiders waren o.a. Curbaran, Lambert Cadoc, Mercadier, Lupicaire, Brandin, enz.

### 14e eeuw
De grote compagnieën waren troepen avonturiers die in tijden van oorlog door de vorsten werden gefinancierd en in tijden van vrede of wapenstilstand leefden van plundering en losgeld. Ze verwoestten Frankrijk in de 14e eeuw, onder het bewind van Jan II en Karel V.
In 1356 verspreidden zich compagnieën van soldaten en struikrovers door het land tussen de Seine en de Loire en begingen allerlei excessen. Zij teisterden vooral de wegen van Parijs naar Orléans, Chartres, Vendôme en Montargis.
Beruchte bendeleiders waren Ruffin en Robert Knolles.
Zij werden gerekruteerd uit vreemdelingen van alle nationaliteiten en vooral uit Germaanse mannen die koning Eduard III van Engeland na het Verdrag van Bretigny in 1360 had ontslagen.
Geïrriteerd door hun plunderingen, sloegen de boeren hen in verschillende ontmoetingen en verspreidden hen voor enige tijd.
Bertrand du Guesclin werd aangesteld om deze compagnieën naar het Iberisch schiereiland te brengen en zo Frankrijk ervan te bevrijden. Daar steunden zij de zaak van Hendrik van Trastamare, zijn halfbroer, tegen Peter de Wrede.

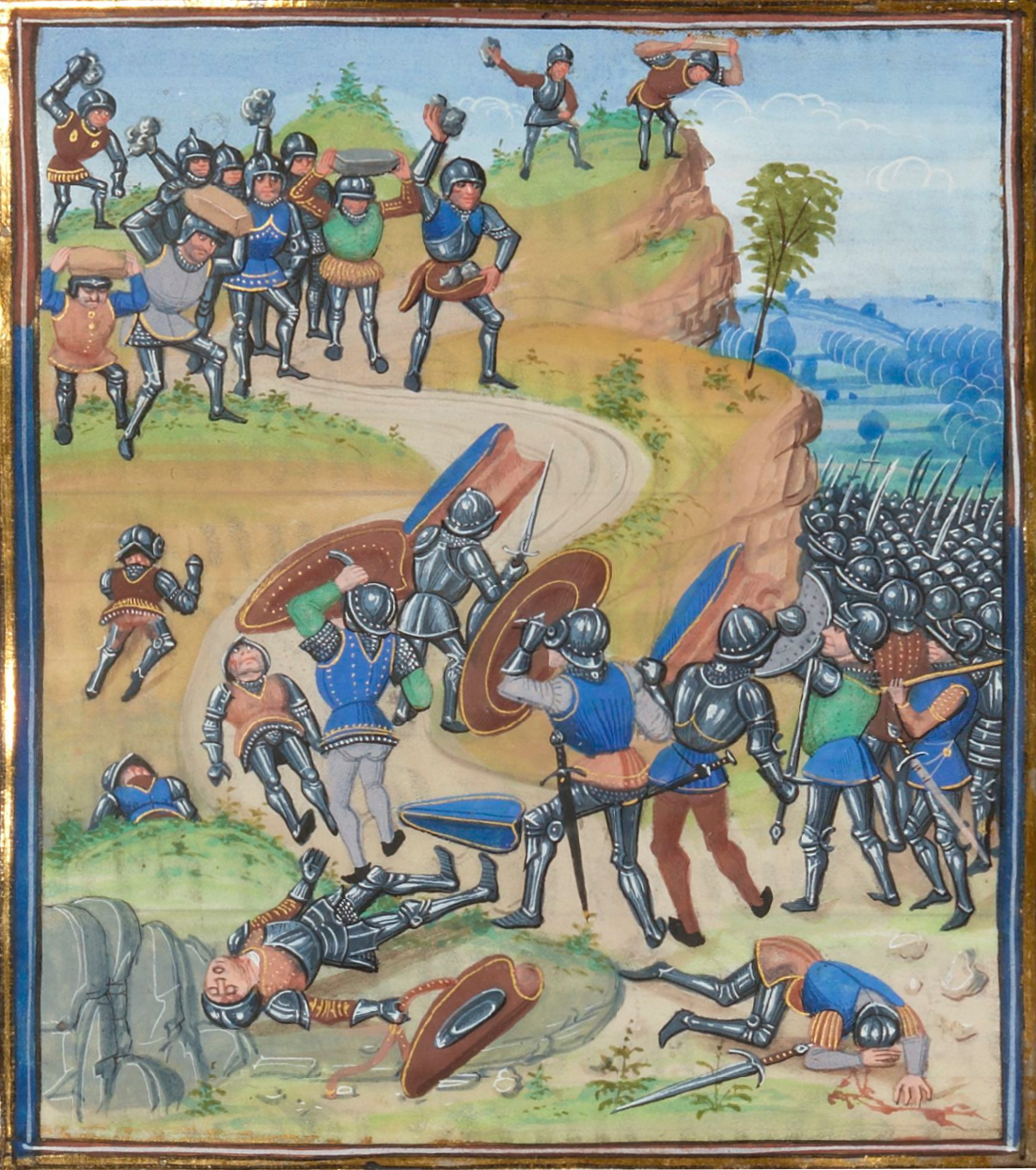
Tard-Venus verslaan in 1362 het Franse leger bij Brignais (15e-eeuwse miniatuur).

Na Hendrik van Trastamare op de troon te hebben gezet, keerden de compagnieën terug naar Frankrijk en vervolgden hun plundertochten.

#### De Tard-Venus
De Tard-Venus waren huurlingen die na het Verdrag van Brétigny van 8 mei 1360 werden gedemobiliseerd. Onder bevel van Petit Meschin en Seguin de Badefol opereerden zij van Bourgondië tot de Languedoc  in de laatste jaren van de regering van koning Jan II de Goede.
In 1362 versloegen zij bij Brignais Jacques de Bourbon, graaf van La Marche, die tegen hen was uitgestuurd door Jan II de Goede.

#### De Compagnie Blanche
De Witte Compagnie werd na het Verdrag van Brétigny op 8 mei 1360 opgericht onder bevel van John Hawkwood. Op hun hoogtepunt bestonden de bende uit 3500 ruiters en 2000 man voetvolk. Ze droegen witte vlaggen, tunieken en hoogglanzende gepolijste borstplaten, en terroriseerden het Italiaanse schiereiland.

#### De Compagnie van de Ster

##### Onder de leiding van Albert Sterz
De eerste compagnie met die naam werd in augustus 1364 gevormd door de condottieri Anichino di Bongardo (Hannekin Baumgarten), Albert Sterz, en Ugo della Zuccha en bestond grotendeels uit Engelse en Duitse huursoldaten. Bongardo bracht de mannen van zijn eigen compagnie in en Albert Sterz veel mannen van de Witte Compagnie die hem volgden toen hij deze verliet na de afslachting in de Slag bij Cascina. De naam verwees naar het embleem van de Ridders van Bongard, de familie waartoe Anichino behoorde. De volgende maand verliet Anichino de compagnie en werd het commando overgedragen aan Albert Sterz.

##### Onder de leiding van Astorre Manfredi
De tweede compagnie met deze naam werd in juni 1379 in Soragna opgericht door Astorre I Manfredi, die voornamelijk avonturiers uit Emilia-Romagna rekruteerde en aanvankelijk een compagnie van ongeveer 600 lansiers en 2000 infanteristen bezat. Hun belangrijkste slag vond echter plaats op 24 september 1379, toen 400 lansiers en 3.000 infanteristen onder leiding van Manfredi door de Genuezen werden verslagen in de buurt van de Bisagno-vallei. De meeste van Manfredi's huurlingen werden gevangen genomen, met uitzondering van Manfredi zelf, die gered werd door een boer aan wie hij een beloning van 10.000 dukaten beloofde. Veel van de gevangengenomen huurlingen werden vervolgens door de plaatselijke bevolking terechtgesteld.

#### De Bretoenen en de Engelsen in de Dauphiné
Van 1374 tot 1411 vergezelden deze compagnieën achtereenvolgens de graaf van Armagnac, Turenne en Du Guesclin tijdens de conflicten in de Provence en Italië:
- Groot Schisma tussen de pausen van Avignon en Rome
- oorlogen in de Provence tussen Lodewijk van Anjou en Johanna I van Napels.

Een van hun daden was de inname van het kasteel van Soyons in 1381, van waaruit zij werden verdreven door Bouville, gouverneur van de Dauphiné en maarschalk Olivier V de Clisson.
Belangrijkste kapiteins: Guilhem Camisard, Amaury de Sévérac, le Bâtard de Bertusan, Jean de Broquiers11...

### 15e eeuw

#### De Ecorcheurs
De Écorcheurs waren gedemobiliseerde huurlingen die Frankrijk plunderden na het Verdrag van Atrecht in 1435.

#### De Coquillards
De Coquillards waren huurlingen die afkomstig waren uit de Elzas en Zwitserland.

## De grote compagnieën elders

### Het Italiaans schiereiland
Zij verschenen aan het eind van de 13e en het begin van de 14e eeuw. Het waren groepen beroepsmilitairen, meestal uit de lagere klassen, die bereid waren te doden en gedood te worden voor geld of buit. In de 15e eeuw maakten de meeste Italiaanse vorsten gebruik van deze beroepstroepen, omdat hun leden goed opgeleid waren en deskundig in het gebruik van nieuwe wapens.
In 1339 verzamelde de Italiaanse huurlingenleider Lodrisio Visconti,  een groot leger met 2500 ruiters en 1000 infanteristen, met de naam  Compagnia di San Giorgio ("Compagnie van Sint Joris"). Het was de eerste georganiseerde compagnia van huurlingen onder leiding van een Italiaanse condottiero. Na het grondgebied van Milaan te zijn binnengevallen, werd het leger van Lodrisio begin februari  1339verslagen in de Slag bij Parabiago.
In 1368, bij de aankomst van Lionel van Antwerpen, hertog van Clarence in Milaan, ter gelegenheid van zijn huwelijk met Violante Visconti, liet hij zich - naast zijn gevolg -  vergezellen van 1500 huurlingen van de Witte Compagnie, die het dienstverband met de paus had verwisseld voor een met de Visconti's.
In 1367, toen paus Urbanus V, in zijn poging om de heilige stoel terug te brengen naar Rome, vanuit Marseille naar Livorno zeilde, waar Giovanni dell' Agnello, de doge van Pisa, hem opwachtte met een escorte van 1000 krijgslieden van de Witte Compagnie beefde de paus bij de aanblik ervan en weigerde aan land te komen.
In 1372 vocht de Witte Compagnie mee met de Visconti-clan tégen paus Gregorius XI. Het jaar daarop vinden we hen terug in het kamp van dezelfde paus.
De laatste beroemde compagnia di ventura was die van Giovanni de Medici, bekend als Giovanni dalle Bande Nere, aan het begin van de 15e eeuw.
Het verval van deze huurlingencompagnieën begon met het ontstaan en de versterking van de nationale staten.

### Het Iberisch schiereiland
De Catalaanse Compagnie van Almogavres, huursoldaten in dienst van de Kroon van Aragon-Catalonië werd opgericht op het Iberisch schiereiland tijdens de oorlogen tegen de Saracenen tussen de 13e en 15e eeuw.
Het Spaanse strijdtoneel bood, onder het mom van een kruistocht tegen de Moren van Granada, een ideale uitlaatklep en wellicht een graf voor de benden. Du Guesclin als aangewezen leider, had vijfentwintig aanvoerders van de gevaarlijkste benden (onder wie Hugh Calveley en Eustache d'Aubrecicourt) overreed om hem naar het Iberisch schiereiland te volgen.

### Het Griekse schiereiland
Nadien ging de bende van Almogavres de Byzantijnse heerser Andronikos II Palaiologos 'ondersteunen' tegen de Turken.

## Strijd tegen de grote compagnieën
Deze strijd was een van de belangrijkste punten van Jan II na zijn terugkeer uit gevangenschap. Hij probeerde ze tegen elkaar op te zetten. Zo nam Filips II van Bourgondië in 1363, in plaats van oorlog tegen hen te voeren, hun leider Arnaud de Cervole in dienst, wiens troepen Bourgondië aan het plunderen waren. Arnaud de Cervole ontving grote betalingen van Filips de Stoute en Jan II de Goede om plundering te voorkomen. Deze strategie bleek desastreus en eindigde met de nederlaag van Brignais, waar de door de koning geleide troepen door de grote compagnieën werden verpletterd, mede door het verraad van de Cervole. Hij herhaalde zijn verraad in de Slag bij Cocherel, waar hij met de Navarrezen onderhandelde en vervolgens het slagveld verliet onder het voorwendsel van verkenning.
Vanaf 1364  veranderde de toon met de komst van Karel V. Het herstel van het koninklijk gezag en van de economie vereiste de uitroeiing van de grote compagnieën die het land lieten leegbloeden. Karel V moest duidelijk maken dat het koninkrijk niet langer een toevluchtsoord voor plunderaars was. Hij pakte het probleem met de grootste strengheid en vastberadenheid aan: hij handhaafde de wet en onderhandelde niet met de boeven. Hij reorganiseerde het leger door de organisatie van het militaire optreden in elk vorstendom aan zijn broers over te dragen. Het hele land organiseerde zich snel tegen de grote compagnieën. Ridders, steden en boeren stuurden contingenten mannen om tegen hen te vechten. De Franse plunderaars werden geëxecuteerd en buitenlanders van enige waarde werden vastgehouden voor losgeld. Zo leidde Filips de Stoute, aan het hoofd van een van deze legers, een veldtocht tegen hen in Normandië en in Beauce. In Bourgondië was het Hugues Aubriot, baljuw van Dijon, die hard optrad tegen de Arnaud. Door deze strijd konden kleine legers van doorgewinterde vrijwilligers worden gevormd onder het bevel van ervaren en loyale leiders als Bertrand du Guesclin.
In 1365 op het einde van de Bretoense Successieoorlog werden vele Bretoense soldaten gedemobiliseerd, maar ze hergroepeerden zich in nieuwe bendes. Omdat Paus Urbanus V het idee had een kruistocht te financieren om de ondernemingen weg te voeren, begaven Filips en zijn oom Keizer Karel IV zich in 1365 naar Avignon  een kruistocht naar Hongarije voor te stellen. De paus financierde de expeditie en Filips dacht dat hij van Arnaud de Cervole af was. Arnaud vertrok met een leger dat niet verder kwam dan Straatsburg omdat de steden hun deuren sloten voor de komst van de rovers, de kruistocht verwoestte Lotharingen, de Vogezen en de oevers van de Rijn. Er werd voorgesteld om de kruisvaarders over zee te vervoeren, maar de plunderaars weigerden: het werd weer een mislukking.
Eind 1365 slaagde Karel V er eindelijk in zich te ontdoen van veel van de grote compagnieën. Om zijn bondgenoot Hendrik van Trastamare op de troon van Castilië te plaatsen en de Engelsen elders dan in het koninkrijk te bestrijden, liet hij de Paus een kruistocht tegen het emiraat Granada financieren.Bertrand Du Guesclin rekruteert onder de grote compagnieën en leidt ze tegen de koning van Castilië, Peter de Wrede. Maar de paus moest zich ook ontdoen van deze huurlingen die hem afperste . Zodra de 'kruisvaarders' het koninkrijk hadden verlaten, was het afgelopen: zij die in de gebieden waren achtergebleven, werden door de koninklijke troepen gedood. In Castilië werd snel succes geboekt: Hendrik van Trastamare werd op 5 april 1366 gekroond.
Zodra de compagnieën waren gedemobiliseerd, werden ze door de Zwarte Prins gehergroepeerd ter ondersteuning van Peter de Wrede. Hendrik van Trastamarre werd verslagen bij Nájera en Bertrand du Guesclin werd gevangen genomen. Hendrik van Trastamare moest weer naar Frankrijk vluchten en Peter de Wrede kwam weer aan de macht. Maar de grote compagnieën die met het geld van de paus waren ingehuurd, werden afgeslacht, en aan de andere kant kostte deze overwinning de Engelsen veel geld, want Peter de Wrede kon het leger dat hem weer op de troon had gezet niet betalen. De Zwarte Prins keerde geruïneerd terug naar Aquitanië en moest zich ontdoen van de grote compagnieën.
In 1368 financierde Lodewijk van Anjou (de luitenant van de koning in de Languedoc), Hendrik van Transtamare, zodat hij de naar de Languedoc uitgeweken plunderaars opnieuw kon mobiliseren om zijn kroon terug te krijgen. Hij gebruikte de meeste van hen om de Provence aan te vallen, die hij op het oog had, en om druk uit te oefenen op de paus, die juist de Heilige Stoel opnieuw in Rome had geïnstalleerd tot woede van Karel V, die daardoor een van zijn machtigste diplomatieke banden verloor. Omdat de Provence een front vormde tegen de aanval en Johanna  van Napels de hertog van Anjou hoop gaf op een mogelijke overname, stuurde deze de compagnieën terug met Bertrand du Guesclin aan het hoofd om Hendrik de Trastamare te steunen.
Maar sommige van de grote compagnieën waren naar het noorden getrokken en hadden de Auvergne en Berry geplunderd, terwijl hertog Jan van Berry nog in Engeland gegijzeld werd om de uitvoering van het Verdrag van Brétigny te garanderen. Filips de Stoute organiseerde de verdediging van Bourgondië volgens het principe van het verlaten land; hij maakte het gebied voor de vijand leeg en hield alle vestingen in handen . Bij gebrek aan voorraden trokken de grote compagnieën door het lege gebied en marcheerden naar Parijs waar de plunderaars op het koninklijke leger stuitten en vluchtten naar Poitou, waar zij uiteindelijk door koning Karel V werden opgekocht.
Vervolgens werden zij in 1369 opgenomen in het Franse leger, dat vervolgens deelnam aan de herovering van de gebieden die bij het Verdrag van Brétigny aan Engeland waren toegekend.

## Beruchte Franse bendeleiders
- Bertrand du Guesclin
- Bertucat d'Albret
- Seguin de Badefol

- Marcel Aimerigot
- Sylvester de Budes